# مالك كافور
مالك كافور (توفى في عام 1316) ويعرف أيضاً بتاج الدين عز الدولة كان عبداً بارزاً لعلاء الدين الخلجي حاكم سلطنة دلهي. تم القبض عليه من قبل نصرت خان خلال غزو غوجارات في 1299  وبرزت مكانة كافور في القرن ال13 الميلادي.
كقائد لقوات علاء الدين هزم كافور الغزاة المغول في عام 1306. بعد ذلك، قاد سلسلة من الحملات الاستكشافية في الجزء الجنوبي من الهند من هذه الحملات جلب العديد من الكنوز والعديد من الأفيال والخيول لسلطنة دلهي.